# Saison 2 de The Last Ship
Chronologie
Saison 1 Saison 3
Cet article présente les treize épisodes de la deuxième saison de la série télévisée américaine The Last Ship.

## Distribution

### Acteurs principaux
- Eric Dane (VF : Renaud Marx) : commandant Tom Chandler puis Chef des opérations navales
- Rhona Mitra (VF : Barbara Tissier) : Dr Rachel Scott
- Adam Baldwin (VFB : Erwin Grünspan) : commandant Mike Slattery
- Travis Van Winkle (VFB : Sébastien Hébrant) : lieutenant Danny Green
- Marissa Neitling (VFB : Marie Du Bled) : lieutenant Kara Foster Green puis chef de cabinet adjoint du président
- Charles Parnell (VFB : Jean-Michel Vovk) : premier maitre Hugh Jeter
- Christina Elmore (VFB : Melissa Windal) : lieutenant Alisha Granderson
- Jocko Sims (VFB : Nicolas Matthys) : lieutenant Carlton Burk
- John Pyper-Ferguson : Ken « Tex » Nolan
- Inbar Lavi (VFB : Micheline Tziamalis) : lieutenant Ravit Bivas

### Acteurs récurrents
- Kevin Michael Martin (VFB : Pierre Le Bec) : Eric Miller
- Bren Foster (VFB : Michelangelo Marchese) : premier maître Wolf Taylor
- Andy T. Tran (en) (VFB : Alexandre Crépet) : Andy Chung
- Fay Masterson (VFB : Fabienne Loriaux) : Andrea Garnett
- Tracy Middendorf : Darien Chandler
- Bill Smitrovich : Jed Chandler
- Alfre Woodard (VF : Françoise Vallon) : Amy Granderson
- Hope Olaide Wilson : Bertrise
- Mark Moses (VF : Luc Bernard) : président des États-Unis Jeffrey « Jeff » Michener
- Brían F. O'Byrne (VF : Nicolas Marié) : Sean Ramsey
- Nick Court : Ned
- Bruce Nozick (VFB : Franck Dacquin) : Dr Milowsky

### Invités
- Sam Spruell : Quincy Tophet
- Titus Welliver (VF : Jean-Louis Faure) : Thorwald

## Liste des épisodes
1. Un monde de chaos
2. Rébellion
3. L'Arche du commandant
4. Solace
5. Bataille navale
6. Advienne que pourra
7. Les Infiltrés
8. La Voie de la rédemption
9. Les Enfants soldats
10. Du sang sur les mains
11. Valkyrie
12. Un espoir menacé
13. Sauver les hommes

### Épisode 1:Un monde de chaos
- États-Unis : 21 juin 2015 sur TNT
- France : 21 juillet 2016 sur W9

- États-Unis : 2,94 millions de téléspectateurs[1] (première diffusion)
- France : 427 000 téléspectateurs[2]

- Maximiliano Hernández (Doc Rios)
- Titus Welliver (Thorwald)
- Sam Spruell (Quincy Tophet)
- Marcus Choi (Dr Hamada)
- Alfre Woodard (Amy Granderson)

La situation se complique avec Avocet. Des hommes armés prennent le contrôle de l'USS Nathan James et retiennent en otage presque tout l'équipage, y compris le Commandant en second. Impuissant, le Commandant Chandler apprend que tous les marins présents à bord ont été faits prisonniers. C'est alors qu'il se lance avec deux de ses hommes à l'assaut de la centrale électrique de Granderson. Ils y trouvent un homme travaillant avec le groupe rebelle. Celui-ci les conduit à son chef. Ils décident de travailler ensemble contre Granderson.
Le chef de l'unité qui détient le navire cherche désespérément la souche originelle du vaccin. Le Dr Quincy Tophet se suicide, au lieu de lui révéler sa cachette.

### Épisode 2:Rébellion
- États-Unis : 21 juin 2015 sur TNT
- France : 21 juillet 2016 sur W9

- États-Unis : 2,94 millions de téléspectateurs[1] (première diffusion)
- France : 427 000 téléspectateurs[2]

- Alfre Woodard (Amy Granderson)

Avec le soutien de Thorwald, le chef de la résistance, Chandler parvient à frapper les points névralgiques d'Avocet. La centrale électrique est sabotée. Depuis que Chandler a compris quelle était la source d'énergie utilisée, il n'a plus qu'un objectif : mettre fin à l'autorité d'Amy Granderson. Or, la lutte s'avère plus ardue que prévu. Parallèlement, Tex et le Dr Scott essaient de libérer le Lieutenant Kara Foster ; le docteur Hamada tente d'utiliser sa grossesse dans le but de récupérer des cellules souches immunisées contre le virus. À bord du destroyer, la contre-offensive s'organise...
Chandler, Thorwald et ses hommes neutralisent ceux de Granderson. Mais Thorwald est tué, et Granderson tente de s'enfuir par hélico, jusqu'à ce que Chandler la persuade de capituler. Amy Granderson finit par se suicider, après avoir donné l'ordre à tous ses hommes de rendre les armes et d'arrêter toute activité en cours.

### Épisode 3:L'Arche du commandant
- États-Unis : 28 juin 2015 sur TNT
- France : 21 juillet 2016 sur W9

- États-Unis : 3,28 millions de téléspectateurs[3] (première diffusion)
- France : 427 000 téléspectateurs[2]

Une fois les troupes d'Avocet éliminées, le Docteur Scott récupère le matériel dont elle a besoin et se remet immédiatement au travail. En un temps record, elle parvient à produire des milliers de doses de vaccins. Or, cela reste totalement insuffisant. Partout, les survivants attendent un remède. Mais comment savoir quels sont les laboratoires encore opérationnels à travers les États-Unis et le reste du monde ?

### Épisode 4:Solace
- États-Unis : 5 juillet 2015 sur TNT
- France : 21 juillet 2016 sur W9

- États-Unis : 2,62 millions de téléspectateurs[4] (première diffusion)
- France : 427 000 téléspectateurs[2]

### Épisode 5:Bataille navale
- États-Unis : 12 juillet 2015 sur TNT
- France : 28 juillet 2016 sur W9

- États-Unis : 3,00 millions de téléspectateurs[5] (première diffusion)
- France : 444 000 téléspectateurs (première diffusion)[6]

### Épisode 6:Advienne que pourra
- États-Unis : 19 juillet 2015 sur TNT
- France : 28 juillet 2016 sur W9

- États-Unis : 3,02 millions de téléspectateurs[7] (première diffusion)
- France : 444 000 téléspectateurs (première diffusion)[6]

### Épisode 7:Les Infiltrés
- États-Unis : 26 juillet 2015 sur TNT
- France : 28 juillet 2016 sur W9

- États-Unis : 2,96 millions de téléspectateurs[8] (première diffusion)
- France : 444 000 téléspectateurs (première diffusion)[6]

### Épisode 8:La Voie de la rédemption
- États-Unis : 2 août 2015 sur TNT
- France : 4 août 2016 sur W9

- États-Unis : 2,86 millions de téléspectateurs[9] (première diffusion)

### Épisode 9:Les Enfants soldats
- États-Unis : 9 août 2015 sur TNT
- France : 4 août 2016 sur W9

- États-Unis : 2,98 millions de téléspectateurs[10] (première diffusion)

### Épisode 10:Du sang sur les mains
- États-Unis : 16 août 2015 sur TNT
- France : 4 août 2016 sur W9

- États-Unis : 2,81 millions de téléspectateurs[11] (première diffusion)

### Épisode 11:Valkyrie
- États-Unis : 23 août 2015 sur TNT
- France : 11 août 2016 sur W9

- États-Unis : 2,69 millions de téléspectateurs[12] (première diffusion)

### Épisode 12:Un espoir menacé
- États-Unis : 30 août 2015 sur TNT
- France : 11 août 2016 sur W9

- États-Unis : 2,96 millions de téléspectateurs[14] (première diffusion)

### Épisode 13:Sauver les hommes
- États-Unis : 6 septembre 2015 sur TNT
- France : 11 août 2016 sur W9

- États-Unis : 2,75 millions de téléspectateurs[15] (première diffusion)

- Jade Chynoweth (VF : Laura Masci)[16] : Kathleen Nolan